# داني باريت
داني باريت (بالإنجليزية: Danny Barrett)‏ هو مدير فني ولاعب كرة القدم الكندية أمريكي، ولد في 18 ديسمبر 1961 في بوينتون في الولايات المتحدة.